# BTA-6

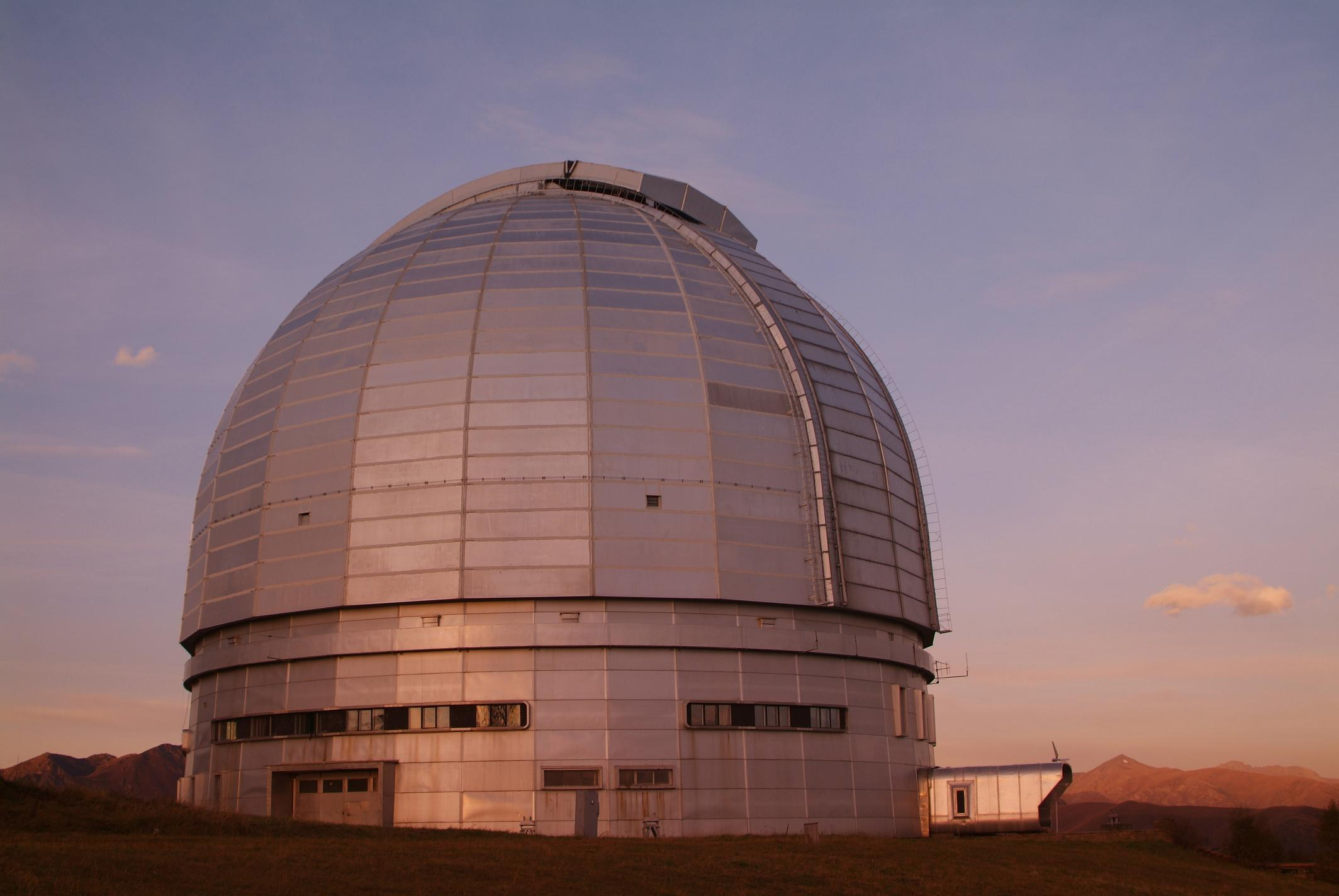

BTA-6(러시아어: Большой Телескоп Альт-азимутальный)는 러시아 남부 캅카스산맥 북쪽에 위치한 카라차예보체르케스카야 공화국 젤렌추크스키에 위치한 특수 천체 물리학 관측소에 있는 6미터(20피트) 구경의 광학망원경이다.
BTA-6은 1975년 후반에 첫 빛을 얻었고 1990년 부분적으로 제작된 켁 1에 의해 추월될 때까지 세계에서 가장 큰 망원경이 되었다. 이는 현재 대형 천문 망원경의 표준이 된 고도 방위각 마운트를 사용하는 기술을 개척했다. 컴퓨터로 제어되는 디로테이터를 사용한다.
여러 가지 이유로 BTA-6은 이론적 한계 근처에서 작동할 수 없었다. 잘못 제작된 거울 유리의 초기 문제는 1978년에 해결되었지만 가장 심각한 문제는 개선되었지만 제거되지는 않았다. 그러나 수많은 큰 산봉우리가 바람이 부는 방향에 위치하기 때문에 천문학적인 관측은 거의 좋지 못하다. 망원경은 또한 거울의 큰 열 질량과 필요한 것보다 훨씬 큰 돔 전체로 인해 심각한 열팽창 문제를 겪고 있다. 업그레이드는 시스템 역사 전반에 걸쳐 이루어졌으며 오늘날까지 계속 진행되고 있다.